# Génération Z
Pour le mouvement politique, voir Génération Zemmour.
Ne doit pas être confondu avec Gen-Z.

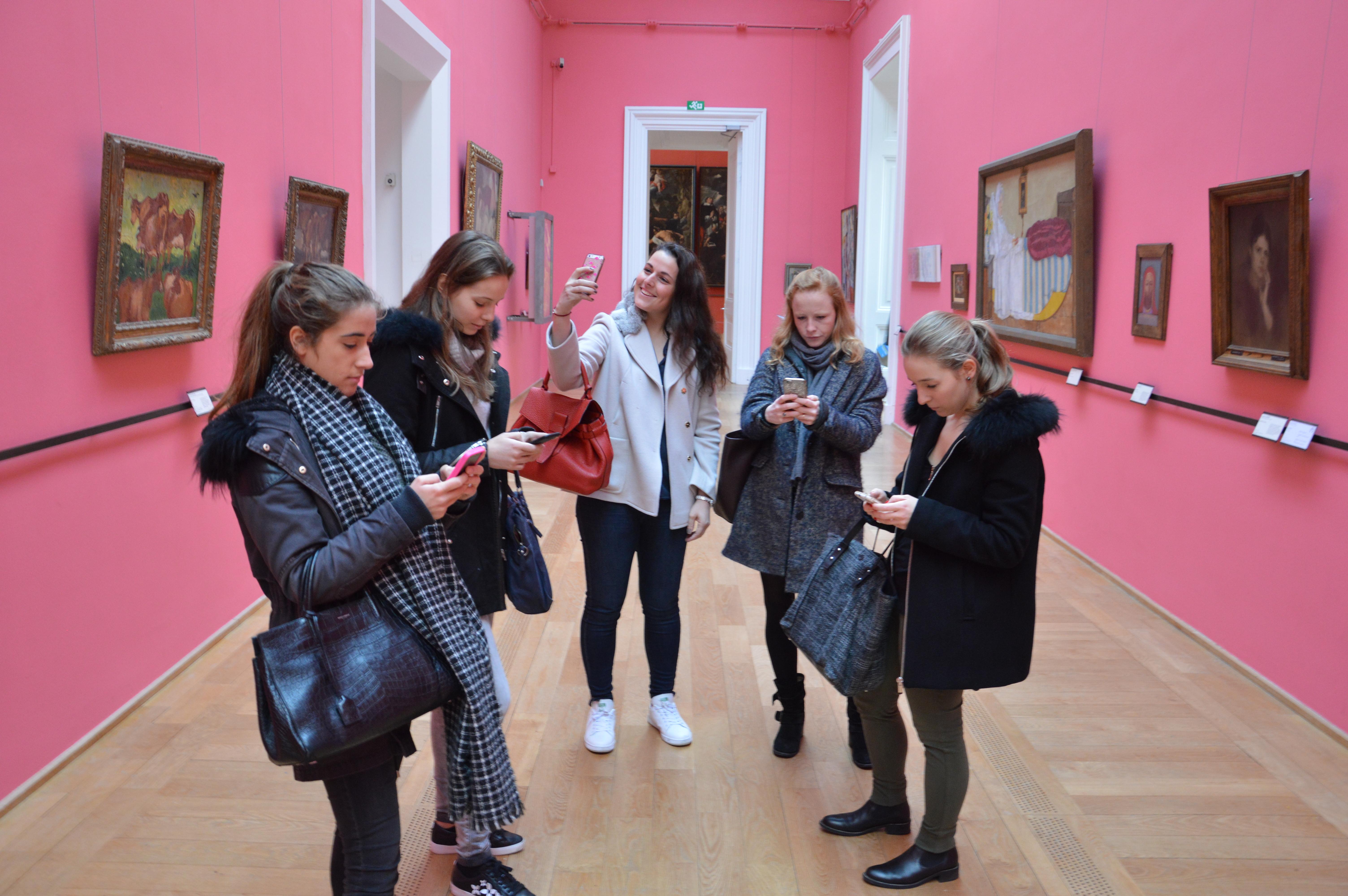
Jeunes filles de la génération Z en train de tchatter et d'envoyer des selfies.

La génération Z — ou Gen Z dans la presse —, souvent appelée les zoomers, regroupe les personnes nées entre la fin des années 1990 et le début des années 2010, généralement entre 1997 et 2012. Elle succède à la génération Y et précède la génération Alpha. Elle est définie comme une génération née alors que les communications numériques étaient déjà bien installées dans la société.

## Années de transition

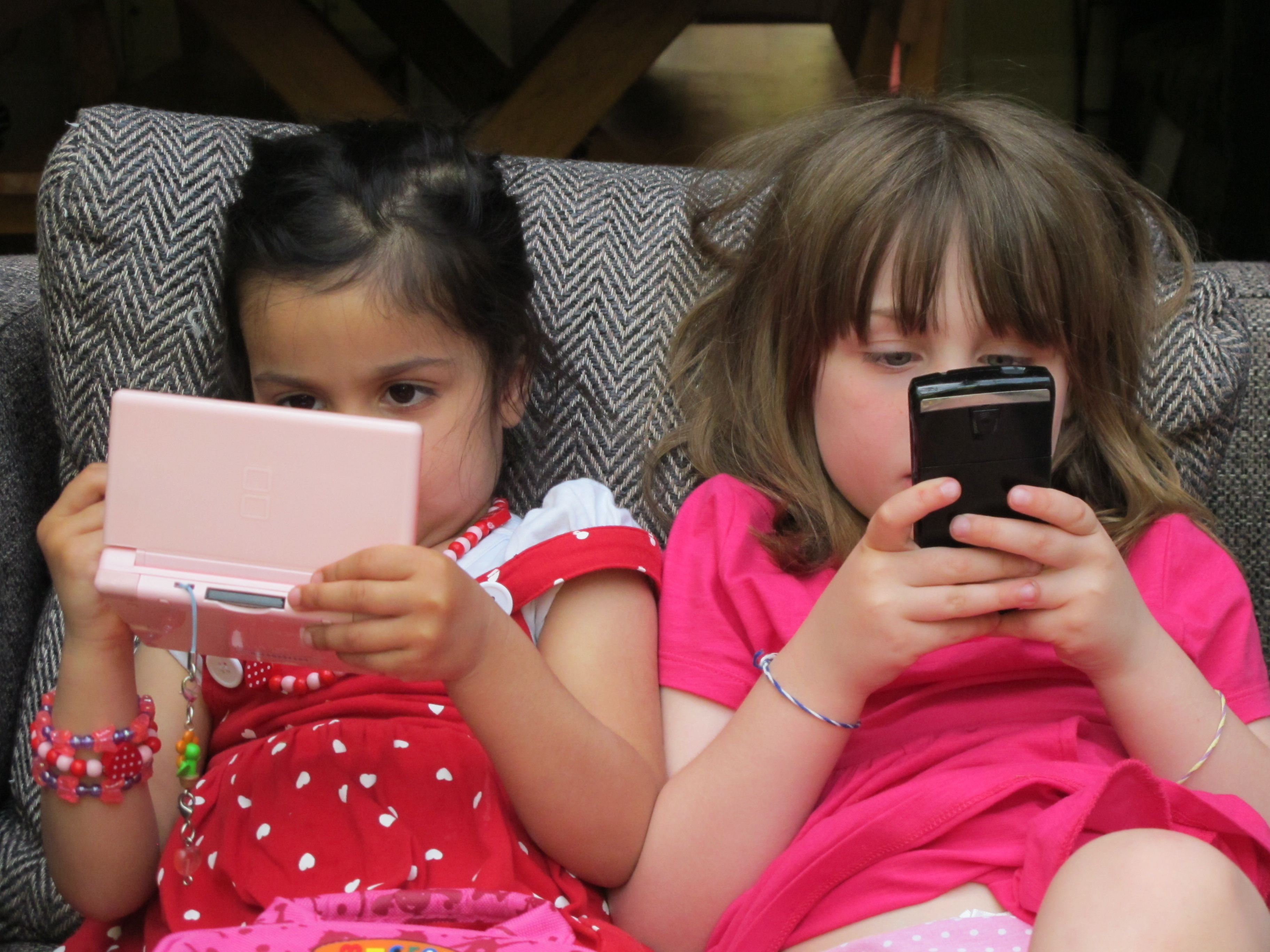
Les « digital natives », ou enfants du numérique, sont très tôt captivés par Internet.

Le Pew Research Center a défini 1997 comme le début de la génération Z. Cette définition est largement reprise par les médias, les entreprises et des organismes gouvernementaux comme le Bureau du recensement des États-Unis et Statistique Canada. Bien que Pew n'ait pas fixé de fin précise pour cette génération, il a suggéré 2012 comme une année de fin provisoire.
Les dictionnaires d'Oxford définissent la génération Z comme un groupe de personnes nées entre le milieu des années 1990 et le début des années 2010, considérées comme familiarisées avec Internet.
Portafolio, un journal colombien de premier plan sur l'économie, l'information commerciale et les nouvelles, dans un article de 2021 intitulé « Copropriété, tendance de l'investissement dans les nouvelles générations », définit la génération Z comme des personnes nées entre 1993 et 2005. 
Selon le centre de recherche australien McCrindle Research Center, les représentants de la génération sont nés entre 1995 et 2009.
La société de conseil américaine internationale McKinsey & Company appelle les représentants de la génération Z des personnes nées entre 1995 et 2010, de véritables « autochtones numériques » qui ont été exposés à Internet, aux médias sociaux et aux systèmes mobiles dès leur plus jeune âge.

## Dénominations
La plupart des dénominations de cette génération sont liées aux dénominations des générations précédentes. Ainsi, l'expression « génération Z » est utilisée pour avoir une suite logique dans l’alphabet après les générations X et Y, tandis que « zoomer » est un terme informel utilisé pour désigner les membres de la génération Z. Il s’agit d’un mot-valise formé à partir de « boomer » (une personne née du baby-boom) et de la lettre « Z » de « génération Z ». Le verbe anglais « to zoom » signifiant entre autres « se déplacer à toute vitesse », ce surnom fait également référence à leur agilité digitale, leur familiarité avec les technologies numériques — notamment les réseaux sociaux — et leur mode de vie hyperconnecté. C’est donc une appellation qui met en lumière leur identité de « digital natives », ou enfants du numérique, nés alors que les communications numériques étaient déjà bien installées dans la société.
Le mot a été ajouté à Dictionary.com en janvier 2020 et au dictionnaire Merriam-Webster en octobre 2021, mais est utilisé pour désigner les membres de la génération Z depuis au moins 2016.
Enfin, la Gen Z est également appelée « nouvelle génération silencieuse », car elle ressemblerait, sous certains aspects, à cette génération du début du XXe siècle, tandis que le Z ferait aussi référence à « zappeur ».

## Les zoomers face au monde

### Travail
Les zoomers abordent le travail très différemment de leurs ainés : ils sont en général moins conformistes (ils considèrent que les conventions professionnelles sont arbitraires et n'ont pas à être respectées aveuglément), ils aspirent à une organisation plus horizontale du travail (les normes hiérarchiques n'ont souvent à leurs yeux pas de justifications intelligibles,).
Par ailleurs les zoomers valorisent leur épanouissement au travail, leur bien-être, la bonne entente avec leurs collègues et leur épanouissement personnel (bien plus que leurs aînés plus conformistes).
Selon Nicolas Sadirac, fondateur de l'école pour l'informatique et les nouvelles technologies (EPITECH) et ancien directeur général de l'école 42, la génération Z a « un rapport décomplexé à l'erreur ! Pour eux, c'est normal de se tromper : ils ne diabolisent pas l'échec comme les autres générations ».
Didier Pitelet, fondateur de l'agence marketing Moons'Factory, décrit ces individus comme des utopistes peu dociles qui exigeront une nouvelle gestion entrepreneuriale. Selon Pitelet, leur énergie devra être canalisée à des fins positives, ce qui supposera de mettre en place des modèles de gestion structurants, éducatifs et psychologiques.

#### Écologie
Bien que les zoomers aient eu moins accès à la nature et l'environnement que les générations précédentes, ils sont plus sensibles au respect et la protection environnementale, et ressentent davantage l'éco-anxiété,. Malgré cette inclination à l'écologie, les zoomers ont une attitude ambivalente : ils consomment des produits particulièrement polluants en grandes quantités tout en se préoccupant des détériorations environnementales et des conséquences du changement climatique.

#### Santé mentale
La popularité et l'usage intensif des outils numériques dans les années 2000 semble avoir eu des conséquences psychologiques importantes pour la génération Z. En effet, le trouble du jeu vidéo et ou d'internet est défini par l'Organisation mondiale de la santé depuis 2018. En Asie, les recherches à propos de l'addiction au numérique ont particulièrement augmenté depuis son apparition dans le DSM-5. L'utilisation intensive des jeux vidéo est définie comme une addiction par le gouvernement chinois qui a d'ailleurs mis en place un système de soin pour ce problème. Les étudiants et les adolescents semblent être les personnes les plus à risque de développer une addiction numérique. Il semble y avoir des comorbidités avec plusieurs autres troubles mentaux. La dépression, les troubles anxieux, l’anxiété sociale, la faible estime de soi sont tous des exemples de troubles psychologiques en lien avec une consommation problématique d'outils numériques.

#### Enjeux sociétaux
La génération zoomer est plus libérale en matière de mœurs que leurs aînés, cela prend racine notamment dans leur conformisme moindre.

#### Relations et interactions sociales
La génération Z représente, d’après un rapport publié par le Pew Research Center, les personnes qui ont toujours connu un monde avec une forte présence de l'informatique et d'Internet. Comparée aux générations précédentes, la génération Z se définirait par ses relations au travers de plateformes virtuelles plutôt que par ses relations réelles.

##### Loisirs et divertissements

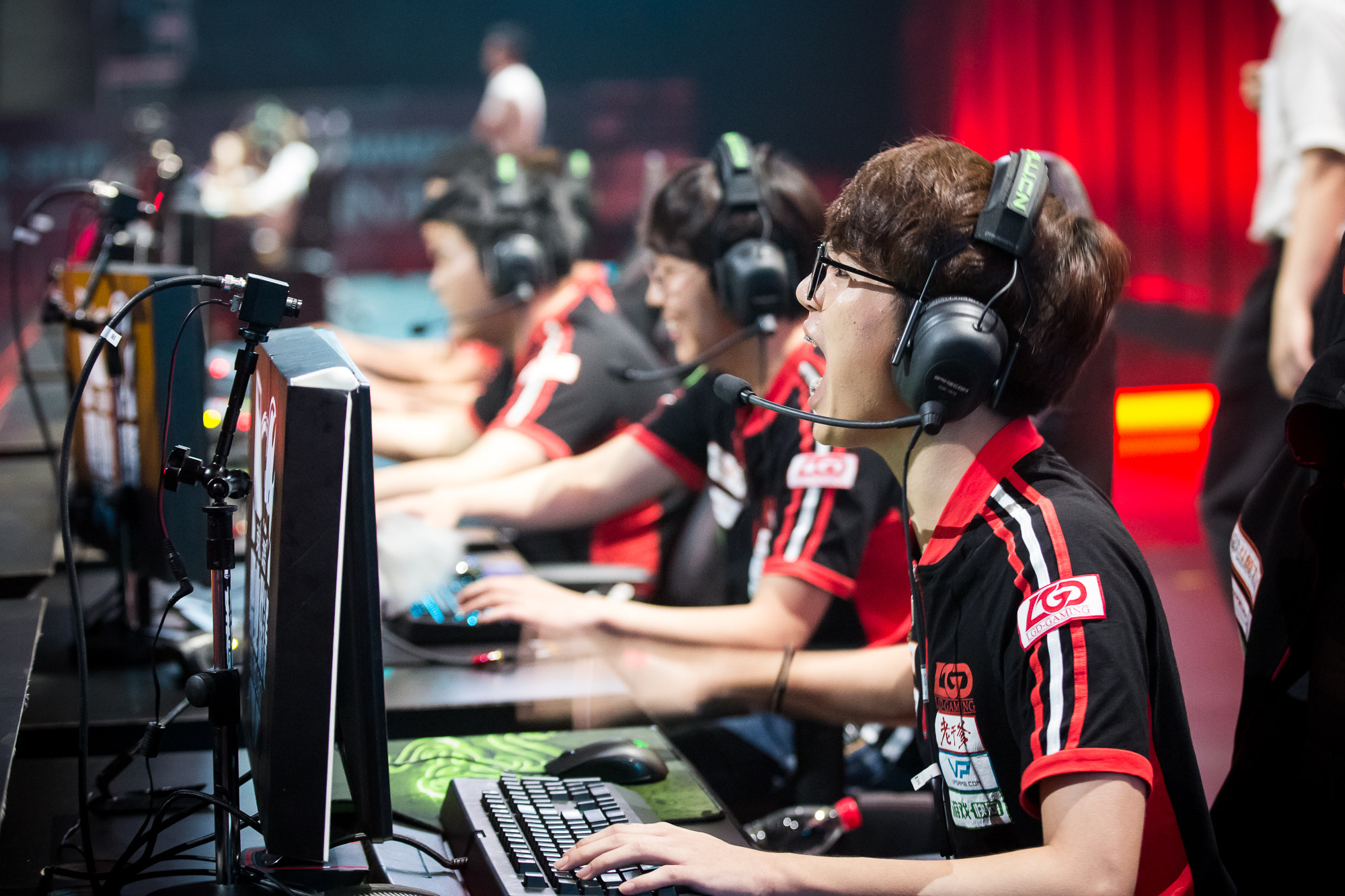
Compétition de jeux vidéo (ESport)

L'utilisation des appareils numériques (cellulaires, consoles de jeux, ordinateurs) est en constante évolution depuis le début des années 2000. Les jeux en ligne sont notamment les plus populaires auprès des jeunes et des adolescents de la génération Z, où certains aspirent à devenir joueur professionnel de jeux vidéo. Ce phénomène semble avoir pris une ampleur considérable au sein de cette génération .